# Joan Clos

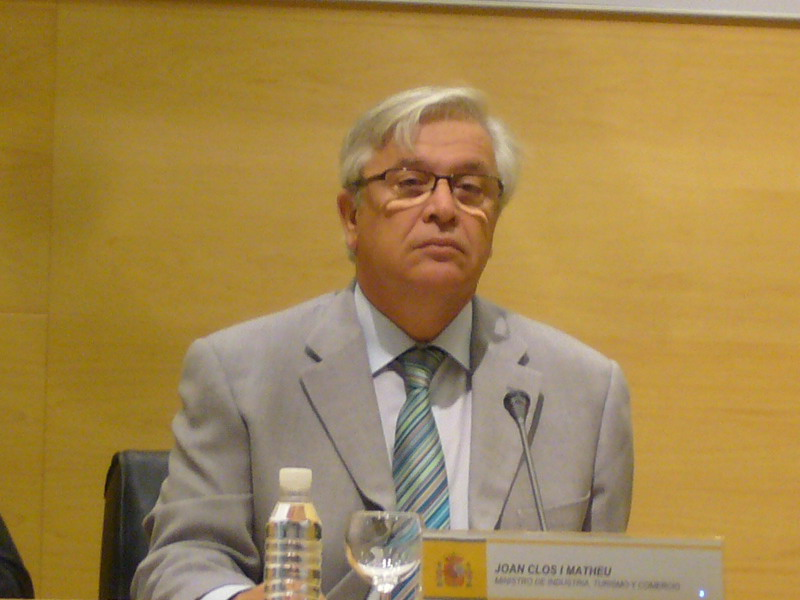
Joan Clos

Joan Clos i Matheu (* 29. Juni 1949 in Parets del Vallès) ist ein katalanischer Politiker. Er amtierte von 1997 bis 2006 als Bürgermeister von Barcelona, von 2006 bis 2008 war er Industrieminister im Kabinett Zapatero I. Er ist Mitglied des Partit dels Socialistes de Catalunya (PSC), der katalanischen Schwesterpartei des Partido Socialista Obrero Español (PSOE).

## Politischer Werdegang
Clos studierte Medizin an der Universität Barcelona. 1979 wurde er in der Stadtverwaltung Barcelonas zum Direktor der Gesundheitsbehörde ernannt. Bei den Kommunalwahlen 1983 wurde er über die Liste der Partit dels Socialistes de Catalunya in den Stadtrat gewählt, 1987 als Kandidat des Bezirkes Ciutat Vella. 1991 wurde er zum zweiten stellvertretenden Bürgermeister mit den Ressorts Wirtschaft, Organisation und Umwelt ernannt. Nach dem Rücktritt seines Vorgängers Pasqual Maragall wurde er am 26. September 1997 Bürgermeister und bei den Wahlen 1999 und 2003 in diesem Amt bestätigt. Am 8. September 2006 trat er zurück und wurde am folgenden Tag als spanischer Industrieminister vereidigt.
2010 wurde er Nachfolger von Anna Tibaijuka als Geschäftsführer des United Nations Human Settlements Programme in Nairobi. 2017 endete diese Tätigkeit, ihm folgte Maimunah Mohd Sharif.

## Politik als Bürgermeister
Während sein Vorgänger Maragall Gastgeber der Olympischen Sommerspiele 1992 war, richtete Barcelona in Clos' Amtszeit das erste Forum der Kulturen im Jahr 2004 aus. Das Forum geriet wegen seiner starken kommerziellen Ausrichtung in die Kritik und erreichte nicht die erwarteten Besucherzahlen von fünf Millionen Besuchern.
Im Zuge des Forums wurde die Sanierung der Bezirke Besós und Diagonal Mar im Osten der Stadt in Angriff genommen.
Der Plan, die geplante Schnellzugstrecke (AVE) nach Madrid unterirdisch in die Innenstadt zu führen, wurde wegen der befürchteten Auswirkungen auf die Gebäude kritisiert.